# 百濟歷史遺跡地區
百濟歷史遺跡地區（韓語：백제역사유적지구）是韩国三個城市的一組古蹟：位於韓國忠清南道的公州市、扶餘郡和全羅北道益山市。它們與百濟的最後一段歷史有關，代表公元475年至公元660年，這是朝鮮自公元前18年至公元660年興盛的三個王國之一。有八個考古遺址被指定為聯合國教科文組織世界遺產。這些是：與首都熊津相關的公州公山城和宋山里王陵、現在扶蘇山城（韓語：부소산성）和官北里（韓語：관북리）行政建築、定林寺址五層石塔（韓語：정림사）、陵山里古墳群（韓語：능산리 고분군）以及泗沘羅城（韓語：나성），即現今的扶餘、泗沘的副都益山的王宮里（韓語：왕궁리）和彌勒寺（韓語：미륵사）。

## 歷史

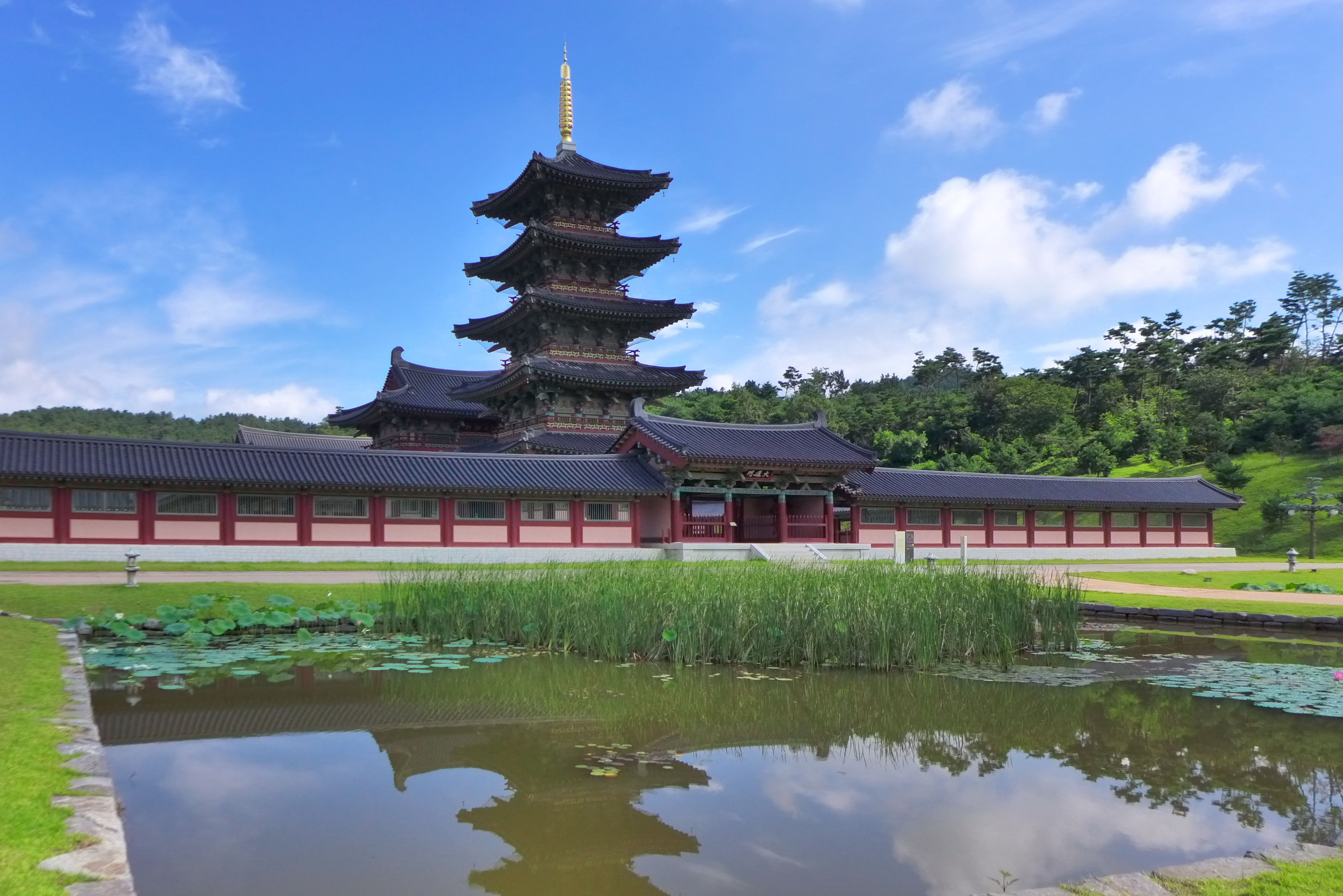
百濟文化團地，位於忠清南道扶餘郡

由公元前18年至公元660年存在於朝鮮的韓國古代王國百濟(國祚為678年)，:79–81 它與其他東亞國家的交流使得百濟得以發展自己獨特的文化，不同於高句麗和新羅的另外兩個相鄰王國。百代在公元前18年在當今首爾（漢城）的漢江河岸的一個小區域成立，:{{{1}}}百濟人口大多是從高句麗遷移過來，多年來，這個城市擴大到了西南部地區。在文化和經濟上成名。朝降三國最終爆發戰爭，高句麗在一系列的戰役中獲勝並佔領了百濟王國首府百濟。百濟隨後將首都從漢城搬遷到熊津，並在公元475年在公山口豎立了一系列建築，:79–81並以此地為百濟首都。這次搬遷促進了百濟這個新興國家吸收了當時中國相關的文化和建築，繼而影響其的城市規劃。同時，百濟也認同佛教，還將其文化和宗教價值觀傳達給日本，並在錦江的中心建成一個名為熊津的鑽石形式都城，其位於漢城東面130（81英里）:44): 44）繼而成為東亞中成為強大的影響力的國家。
然而，百濟的首都進一步搬遷到了泗沘，一個強大的百濟王國在公元538年於扶餘建立。:79–81而這個搬遷是必要的，主要因為貿易和商業兩方面，因為本來首都熊津沒有這個優勢。:44這個城市是設有皇家宮殿、山城、皇家墓地和安全警戒線為目的而開發的城牆。在泗沘時期（公元538 - 660年）的政權期間，百濟聖王在538年將首都轉移到了扶餘。:54 : 54 益山被設立為行政副都。公元660年，百濟遭受對手新羅聯同中國的唐朝圍攻，最後消失於歷史當中。:79–81
佛教在四世紀後期首次從中國進入百濟。在六世紀，百濟的和尚(謙益겸익,，前往印度去進一步了解佛教，並把梵文的經文翻譯成當地語言。佛教哲學在百濟社會各界廣泛傳播，統治者認為自己是佛陀，以他訂下的規則進行皇室控制。在此期間，許多大型佛教寺廟和寶塔都在百濟建成。這也使得百濟不僅在宗教和哲學領域與中國和日本進行密切的互動，在五至七世紀在這些國家的建立類似的寺廟。這個時期也見證了東亞成為一個具有漢字統一的寫作模式，佛教實踐和採用儒家法律的「地理文化圈」。:79–81這個城市從公元前18年到公元660年之間發展了近700年，其鄰國的高句麗則向北發展，而新羅向則東面發展。:12–13
百濟時期的歷史古蹟被歲月所埋葬;在考古挖掘時，考古學家發現它們大多處於保存良好的狀態。而這些被韓國政府根據1962年《文化遺產保護法》所修訂的遺產遺址而紀錄下來，並在2012年修訂再次修訂，而在2004年修訂的《2004年保護和促進古城特別法》。這些遺址也被納入當地的權限範圍政府的文物保護條例，例如2002年忠清南道和1999年全羅北道。
所有利益相關方成立了一個名為「百濟歷史區域保護與管理基金會」的專門機構，由韓國中央、省、地方政府和社區團體參與。還制定了「2015-2019年度總體保護和管理計劃」，以確保題目財產的「傑出普遍價值」得到妥善保存，並以這些網站提供適當的旅遊管理計劃。

## 特點

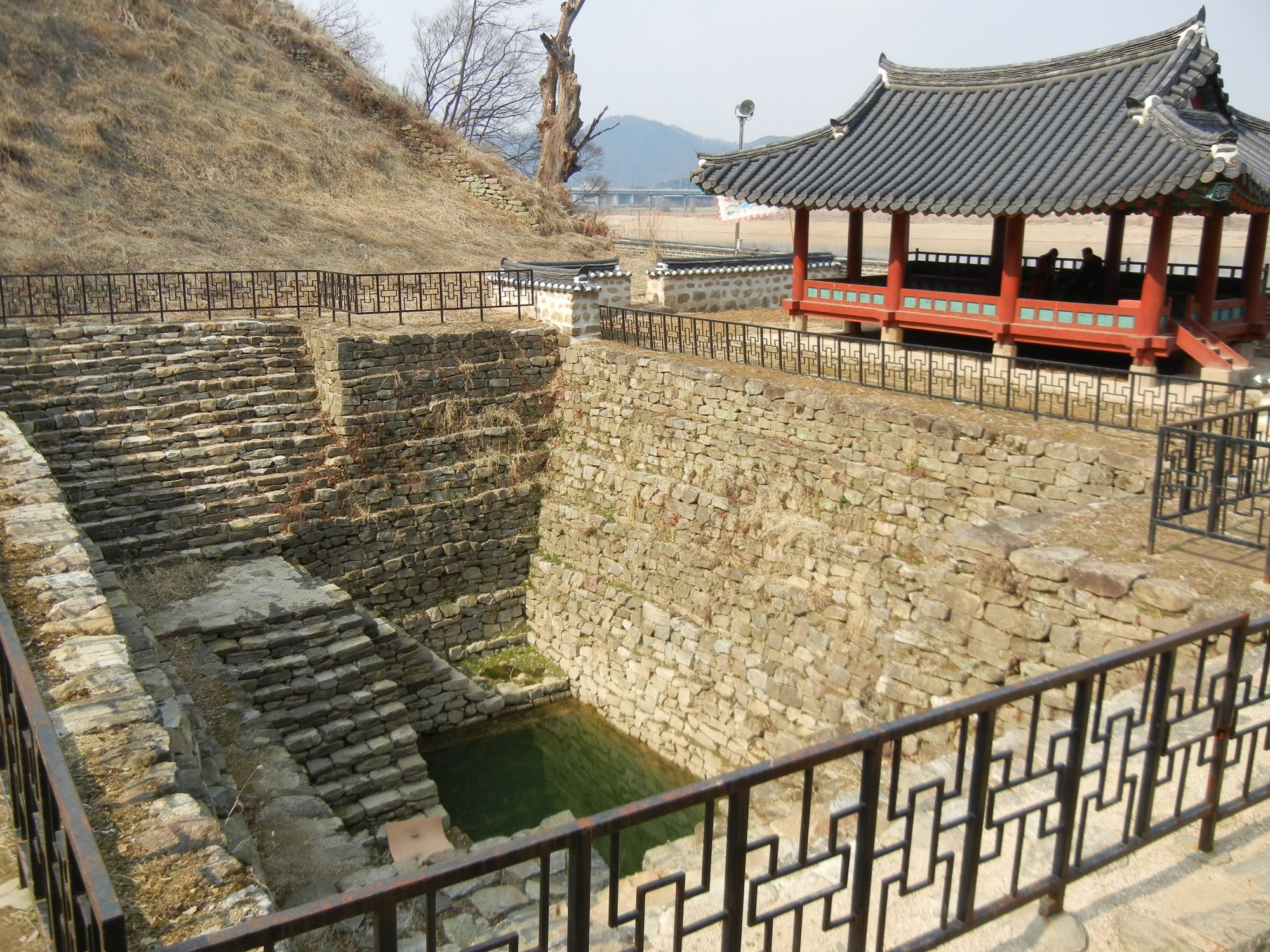
公州公山城

公州公山城曾被稱為熊津城（韓語：웅진성），隨後在高麗王朝期間被稱為公山城。它佔地20公頃（49英畝），位於現今開城山（韓語：견성산）和山城東（韓語：산성동）地區。在1980年代以後的考古發掘工作中，考古學家發現了山城的宮殿，皇宮和王宮的相關結構。山城位於公州山山頂（海拔110（360英尺）)，延伸長度為2,666（8,747英尺），其城牆長1,925（6,316英尺）而地面平均距離為735（2,411英尺）。它被建立為通過連接山峰和以橋連接谷地，利用適應當地地形的山城作為一種防禦設施。在百濟崩潰之後，城牆被全部重建為石牆。山城被標記，並作為一個防禦結構和一個行宮。:45–46

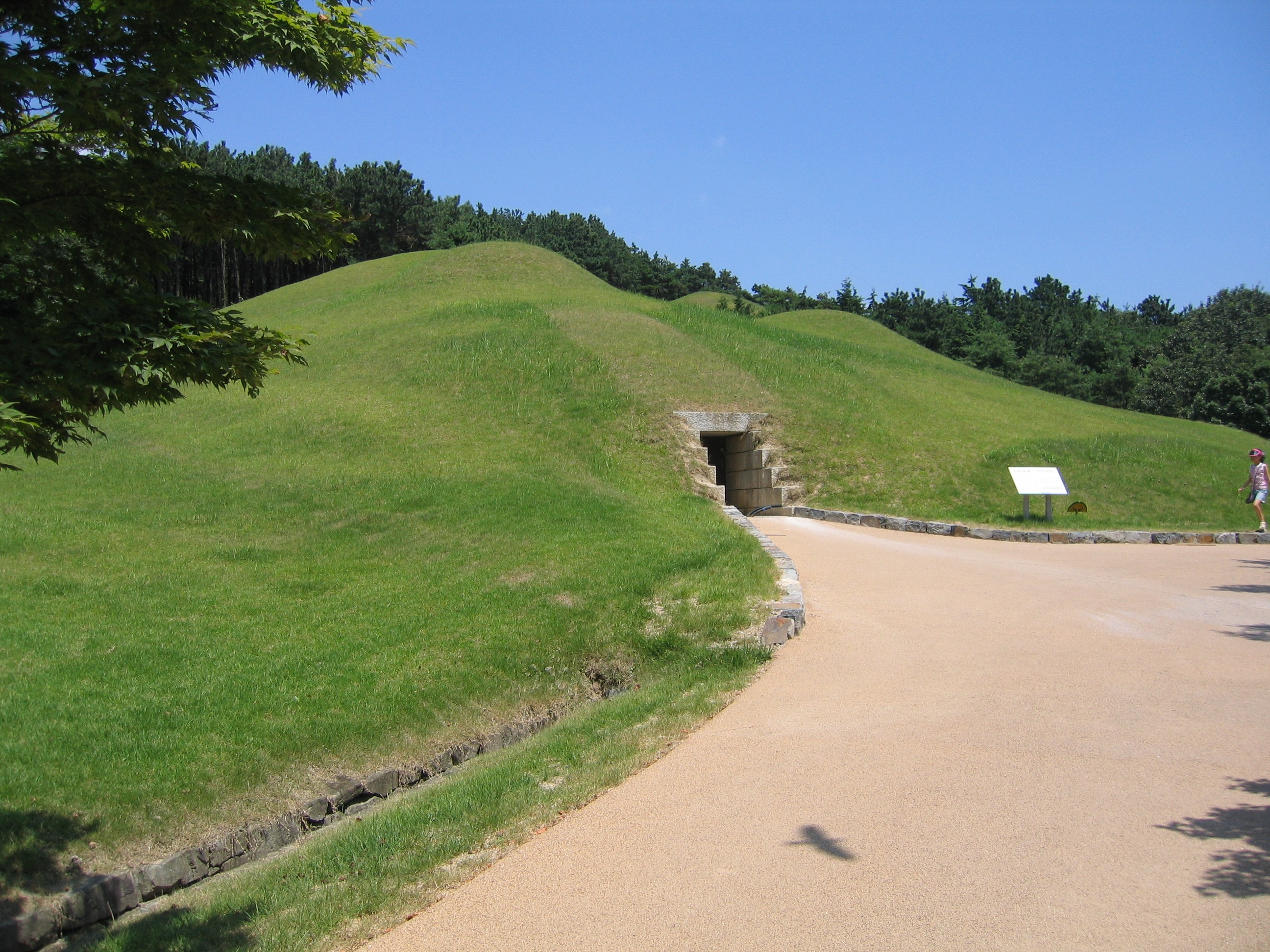
宋山里古墳群的武里王陵

宋山里古墳群的武里王陵是百濟的第25任國王。它也被稱為宋山里的王陵或百濟皇家墳墓。它位於錦江南側的一個小山頂(海拔75（246英尺）)的頂部。在1927年和1932年進行了一些挖掘工作，最終在1971年出土了。當進行挖掘時，王陵被發現是韓國保存度最為完好的一個，共有4600多件古物處於良好狀態。而武里王的王后也被埋葬在這裡。這是在宋山里古墳群中發現的六個其他墳墓的一個。王陵在百濟首都搬遷後，於公元前475年建成。6號王陵是用拱形天花板磚，而另外五個墳墓被建造成具有拱形天花板的石屋。:12–13:50, 52

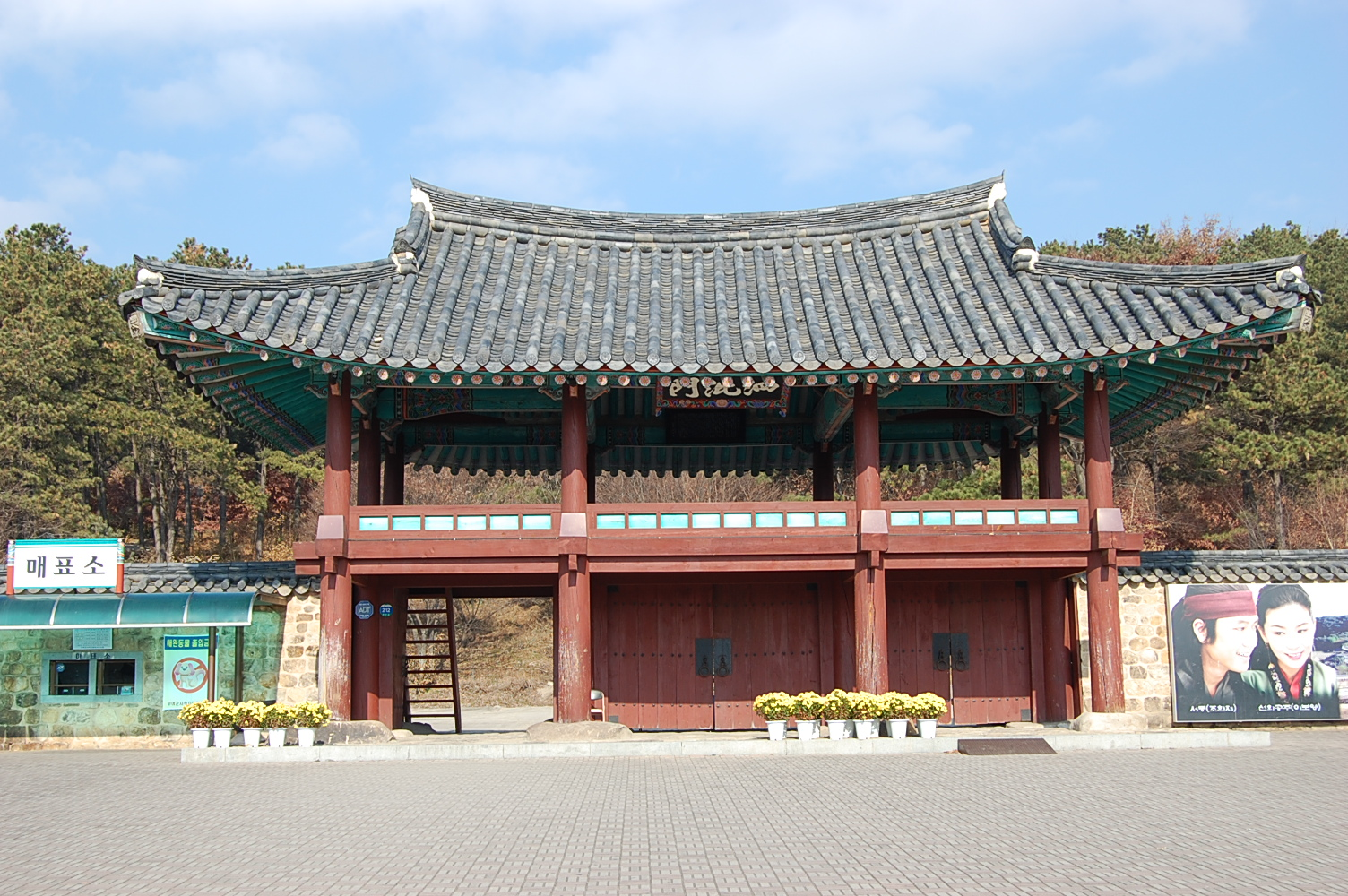
扶餘的扶蘇山城

扶蘇山城，位於一座小山丘上,是早期為人所知的泗沘城。它形成了皇宮的後花園，也是一條緊急的逃生路線。:12–131993年所進行的考古發掘了這座山城。它位於位於錦江西岸的扶餘郡北部的扶蘇山（海拔106（348英尺）) 。山城城牆長2,495（8,186英尺），基本闊度為5至6（16至20英尺），它是以夯土方法建立高3（9.8英尺）的城牆。它有兩個門，一個位於南，一個在東; 南門是主門。這裡的考古發現也表明，該山城被用作一個軍事據點約1000多年。:58–59「落花岩」（韓語：낙화암），意為「落花之岩石」，以百濟的悲劇故事而聞名，因為有3000名皇室女性從懸崖上跳下自殺。:12–13

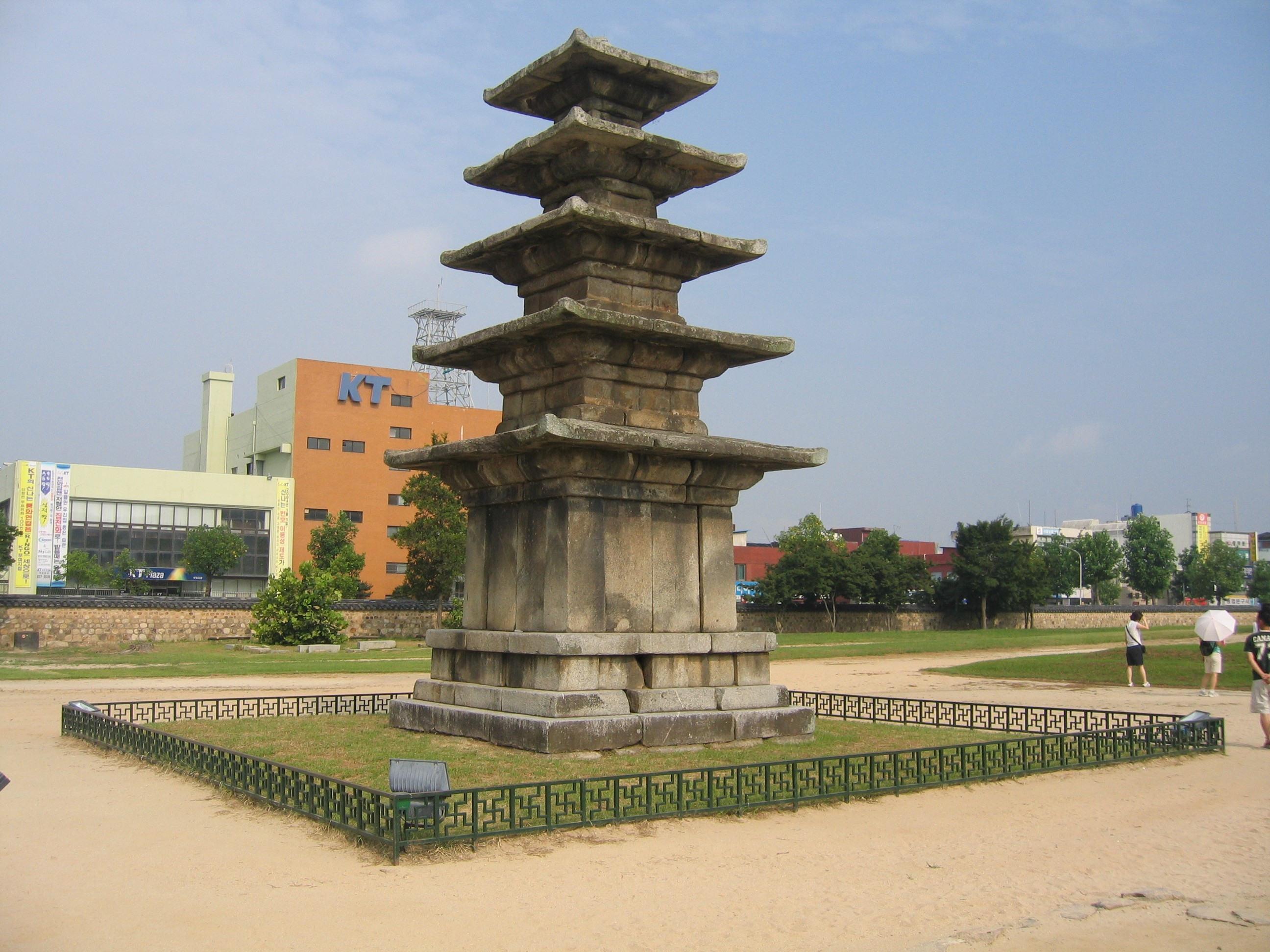
定林寺址五層石塔

定林寺址五層石塔的是韓國流行的建築佈局，並擁有「寶塔禱告廳 - 講堂」的佈局。:12–13它位於平坦的地形上，被東部的金城山和北部的扶蘇山所圍繞。在泗沘時期建造的寺廟上雕刻著文字，以紀念了唐朝戰勝了百濟。寺廟佈置設有中央大門，祈禱室和講堂，以及僧侶的居住區，都是通過不同的段落所連結起來的。這些建築物都是由木材製成的，鋪在瓷磚的底座上。該遺址有一個五層石塔，高8（26英尺），其平台較低，主體越高一級，降幅則更大。其他考古包括發現許多屋頂的瓦片和粘土雕像。:60, 62
在彌勒寺址，寺廟是一座大石塔，被認為是不僅在韓國，而且在整個東亞地區最大的寺廟遺址。寺的東塔在1993年進行了翻新。目前西塔也在進行重建工程。寶塔保存完好。:12–13
陵山里古墳群的皇家墓葬展示了從拱頂到平坦的天花板的建築風格變化。:12–13墳墓群在1915年至1917年間被挖掘出來。這裡出土共七座墳墓，六個排列在兩排，第七個位於50（160英尺）外。當中的三個墳墓都有獨立的石房、通道、六邊形和正方形設計的拱形天花板。:64
為修建這座城市而建的羅城城牆高6.3（3.9英里），並建造了土石。它為泗沘的北部和東部提供了安全保障。城牆是用夯土技術建造的，然後是一些還在考察的創新技術。已經建成了高:12–13的城牆東部已經進行翻新。土牆以一些木板，樹枝和樹葉。而考古挖掘展示了扶餘東部的大門，毗鄰用矩形石頭建造的陵山里古墳群，寬度為9.5（31英尺）。另外一個位於附近800（2,600英尺）的門也在2013年被發現。
扶蘇山寺位於西南坡，是1980年考古發掘時所出土的一所佛教寺廟。寺廟佔地面積為3,500平方（38,000平方英尺）。它的佈局為一座寶塔和一座禱告廳。在這裡發現的文物是被認為屬於精英人物的鍍金銅銅腰帶。:54–55

## 漢江流域
- 都城遺跡
  - 夢村土城（首尔特別市松坡区芳荑洞）
  - 風納洞土城（首尔特別市松坡区風納洞）

- 古墳
  - 可樂洞古墳群（首尔特別市松坡区可樂洞）
  - 石村洞古墳群（首尔特別市松坡区石村洞）

## 清州
- 上党山城
- 百濟古墳群

## 公州
- 公山城
- 古墳
  - 宋山里古墳群（忠清南道公州市宋山里）
    - 武寧王陵（1971年发现）

- 王宮
  - 熊津王宮址（公州市公山城史跡公園）

- 寺院
  - 大通寺（公州市班竹洞）
  - 水源寺（公州市玉龍洞、水原谷）

## 扶餘
- 古墳
  - 陵山里古墳群（忠清南道扶餘郡扶餘邑陵山里、百済王室墓群）
    - 東上塚、東下塚
    - 中上塚、中下塚
    - 西上塚、西下塚

- 王宮
  - 泗沘王宮址（推定在扶餘邑官北里、雙北里一帶）
  - 扶蘇山城（扶餘邑扶蘇山、推定王宮址的後背地）
  - 扶餘羅城（位於扶餘邑鹽倉里的山城）

- 寺院
  - 定林寺址（扶餘邑）：殘存五層石塔（百濟塔）。
  - 軍守里寺址（扶餘邑）
  - 王興寺址（忠清南道窮岩面新里的蔚城山山腹）

## 益山
- 王宮
  - 王宮里遺跡（全羅北道益山市王宮面王宮里）

- 古墳
  - 武王陵（八峯洞）

- 寺院跡
  - 弥勒寺址（金馬面）：殘存的東西2尊石塔（百濟塔）。
  - 獅子寺址（金馬面）

## 登录基准
该世界遗产被认为满足世界遺產登錄基準中的以下基準而予以登錄：
- （ii）在某期间或某种文化圈里对建筑、技术、纪念性艺术、城镇规划、景观设计之发展有巨大影响，促进人类价值的交流。
- （iii）呈现有关现存或者已经消失的文化传统、文明的独特或稀有之证据。

对标准（ii）具体阐释为“百济历史遗迹地区的考古遗址和建筑展现了古代东亚朝鲜、中国和日本的国家之间在建筑技术发展和佛教传播方面的交流。”
对标准（iii）具体阐释为“百济历史遗迹地区的都城、佛寺、陵墓、建筑特色和石塔的设置为百济王国独特的文化、宗教和艺术提供了杰出的见证。”

## 外部連結
- 國立公州博物館 （页面存档备份，存于）
- 國立公州博物館 （页面存档备份，存于）
- 國立扶餘博物館 （页面存档备份，存于）
- 百濟之旅 （页面存档备份，存于）